# Кавам ад-Даула
Кавам або Ґавам ад-Даула (*1000 — 1028) — емір Керману в 1012—1028 роках. Тронне ім'я перекладається як «Сила (або Основа) держави». Повне ім'я — Кавам ад-Даула Абу'л-Фаваріс бен Бага ад-Даула Фіруз.

## Життєпис
Походив з династії Буїдів. Третій син шахіншаха Бахі ад-Даули. Народився у 1000 році, отримавши ім'я Абу'л-Фаваріс. У 1012 році після смерті батька відповідно до заповіту останнього старший брат Султан ад-Даула надав Абу'л-Фаварісу в керування Керман. Після цього той прийняв ім'я Кавам ад-Даула.
У 1017 році за відсутності брата, що рушив до Багдаду, Кавам ад-Даула рушив до провінції Фарс, яку захопив. Втім вже 1017 або 1018 року Султан ад-Даула завдав поразки військам Кавама ад-Даули, який змушений був відступити до Кермана. Тут він міг утриматися завдяки підтримці з боку держави Газневідів. 1022 року було укладено мирний договір з Султаном ад-Даулою, за яким Кавама ад-Даулу визнано самостійним еміром Кермана.
У 1024 році після смерті Султана ад-Даули спробував знову захопити Фарс. На той час там запанував небіж Кавама ад-Даули — Абу Каліджар. Втім емір Кермана не досяг бажаного, зазнавши низки невдач. У 1025 році після смерті молодшого брата Мушаріфа ад-Даули спробував захопити Ірак, але цьому завадив Абу Каліджар. Втім бойові дії проти Абу Каліджара тривали до 1028 року, коли Кавам ад-Даулу було отруєно (або він загинув в одній з битв). Владу у Кермані перебрав Абу Каліджар.